# Daniel Hermann (Humanist)
Daniel Hermann (* um 1543 in Neidenburg; † 29. Dezember 1601 in Riga) war ein deutscher Humanist und Dichter.

## Leben
Geboren als Sohn des Bürgermeisters Andreas Hermann, besuchte er die Schule seiner Heimatstadt, bezog die Universität Königsberg, wechselte an die Universität Straßburg, kehrte nach Königsberg (Preußen) zurück und ging wieder nach Straßburg. Von dort zog es ihn an die Universität in Basel, wo er, nach kurzem Aufenthalt an der Universität Ingolstadt, seine humanistischen Studien an der Universität Wittenberg beendete. Nach einer geologischen Studienreise geht er nach Wien, wo er als Sekretär am kaiserlichen Hof wirkte.
1578 ging er nach Danzig, wo er die Interessen der Stadt vertrat, begleitete Stephan Báthory im Livländischen Krieg, zog nach Riga und heiratete dort. Von hier aus begab sich in die Dienste der Stadt Riga. Nach einigen Jahren zog er sich dort jedoch von seinem Dienst zurück, um literarisch tätig zu werden, bis er verstarb. Als später Humanist war Hermann auch als lateinischer Dichter aktiv. Seine Witwe Ursula (geb. Kröger) veröffentlichte später seine Werke, die von seinem Darstellungstalent zeugen und leichte, dennoch aber nicht tiefgehende Auffassungsgabe mit nationalem Sinn nachweisen. Sein Stammbuch mit Einträgen von 1567 bis 1587 hat sich in der Universitätsbibliothek Lund erhalten.
1895 wurde bei Renovierungsarbeiten im Dom zu Riga sein Epitaph wieder aufgefunden.

## Werke (Auswahl)
Diese chronologische Übersicht über Daniel Hermanns Werke ist zusammengestellt auf der Grundlage der Angaben bei Gadebusch, Lilienthal sowie von Recke und Napiersky. Alle späteren Werkübersichten folgen offenbar von Recke und Napiersky.
- Epithalamion illustri principi ac domino, D. Gotthardo in Livonia Churlandiae et Semigalliae duci, S. R. M. Polonorum supremo terrarum Livoniae gubernatori et locum tenenti, sponso ac domino suo clementissimo: et illustrissimae principi ac dominae, dominae Annae, natae ex illustrissimorum ducum Megaloburgensium familia etc. sponsae ac dominae suae clementissimae scriptum a Daniele Hermanno Neydenburgense, Borusso. Regiomonti Borussiae in officina Ioannis Daubmanni 1566.

- Carmen de vita litterata. Regiomonti Borussiae 1575. [wiederabgedruckt in: Danielis Hermanni Borussi secretarii regii Poemata. Academica, aulica, bellica. Rigae 1614–1615, tom. I, unter dem erweiterten Titel "De vita literata sive scholastica"][7]

- Danielis Hermanni Borussi Stephaneis moschovita, sive de occasione, causis, initiis et progressibus belli, a serenissimo potentissimoque Polonorum rege magno duce Lithuaniae etc. Stephano primo contra Ioannem Basilium, Magnum Moschorum ducem, gesti et hoste represso fractoque ad aequas pacis conditiones feliciter deducti, libri duo priores. Excusae Gedani a Iacobo Rhodo 1582. [wiederabgedruckt in: Danielis Hermanni Borussi secretarii regii Poemata. Academica, aulica, bellica. Rigae 1614–1615, tom. III]

- De rana et lacerta succino prussiaco insitis Danielis Hermanni discursus philosophicus; ex quo occasio sumi potest de causis salis fodinarum Cracoviensium naturalibus ratiocinandi. Cracoviae 1583. [3. Auflage: Rigae 1600; auch abgedruckt in: Danielis Hermanni Borussi secretarii regii Poemata. Academica, aulica, bellica. Rigae 1614–1615, tom. III]

- Panegyris in coronationem serenissimi principis ac domini Sigismundi tertii Regis Poloniae et designati Sueciae, magni ducis Lithuaniae, Russiae, Prussiae, Masoviae, Samogitiae, Kyouiae, Volhiniae, Podlachiae, Livoniae etc. principis. Scripta a Daniele Hermanno Prusso. Cracoviae 1588. [wiederabgedruckt in: Danielis Hermanni Borussi secretarii regii Poemata. Academica, aulica, bellica. Rigae 1614–1615, tom. II]

- De Marte cum Musis in nova Academia Samosciana conjunctio, carmen. Rigae Livonum exc. Nicol. Mollinus 1594.

- Gratiarum actio ad Deum omnipotentem pro omnibus corporis atque animae beneficiis. Rigae 1595. [lateinisch und deutsch]

- De monstro partu, die XVIII. Aug. 1595 in districtu Ascheradensi Livoniae ultradunensis in lucem edito; et de rebus, quae praeter naturae ordinem fiunt, discursus ethicus, physicus, historicus. Autore Daniele Hermanno Borusso, Rigae in officina Nicolai Mollini 1596. [wiederabgedruckt in: Danielis Hermanni Borussi secretarii regii Poemata. Academica, aulica, bellica. Rigae 1614–1615, tom. III]

- Joanni Samoscio, Regni Poloniae Cancellario et exercituum regni praefecto generali, Trophaeum. Cracoviae typis Matthiae Wirzbietae [o. J.].

- Livoniae afflictae ad S. R. Majestatem et ordines reipublicae Poloniae magnique Ducatus Lithuaniae supplicatio. Rigae 1601. [wiederabgedruckt in: Danielis Hermanni Borussi secretarii regii Poemata. Academica, aulica, bellica. Rigae 1614–1615, tom. III]

- Meditatio militis christiani cordati et simul pii. Rigae 1601.

- De Livoniae statu instabili ex fundamentis philosophicis. [o. O., o. J.]

- Leben Georg Fahrensbachs. In: Georg Zieglers Weltspiegel. Riga 1599 [Biographie des polnisch-livonischen Generals und Woiwoden Georg von Fahrensbach, heute bekannter unter dem Namen Jürgen von Fahrensbach, für den Hermann zeitweise als Sekretär tätig gewesen war,[8] in deutschen Versen][9]

- Danielis Hermanni Borussi secretarii regii Poemata. Academica, aulica, bellica. Rigae 1614–1615: postum herausgegebene Gesamtausgabe der Werke Daniel Hermanns in drei Bänden, ohne Seitenzählung. Die Ausgabe enthält neben einigen der oben angegebenen, auch einzeln erschienenen Werken zahlreiche Gelegenheitsgedichte und Briefgedichte aus Hermanns gesamter Schaffenszeit, angefangen von Werken aus seiner Studienzeit bis kurz vor seinem Tode.[10]